# Liste von Schifffahrtsmuseen
Die Liste von Schifffahrtsmuseen enthält alle bedeutenden, öffentlich zugänglichen Museen nach Ländern geordnet, die sich der Schifffahrt widmen.

## Afrika
- Admiral Newelskoi Marinemuseum, Admiral Newelskoi Jacht, Mauritius
- Musée de la Mer, auf der Insel Gorée, Senegal
- Namibia Maritime Museum, Lüderitz, Namibia
- National Institute of Marine Sciences and Technologies Museum, Dar el Hout Museum, Salammbô, Tunesien
- National Maritime Museum, Alexandria, Ägypten

## China
- China Maritime Museum beim Hafen von Shanghai

## Dänemark
- Maritimes Museum Dänemark
- Marstal Søfartsmuseum
- Fischerei- und Seefahrtsmuseum Esbjerg
- Wikingerschiffsmuseum (dänisch: Vikingeskibsmuseet), Roskilde
- Havnemuseum, Asaa

## Deutschland
- Binnenschifffahrtsmuseum (Oderberg)
- Buddelschiffmuseum Neuharlingersiel
- Deutsches Marinemuseum, Wilhelmshaven
- Deutsches Schifffahrtsmuseum, Bremerhaven
- Donau-Schiffahrts-Museum Regensburg
- Elbschiffahrtsmuseum, Lauenburg
- Feuerschiff Amrumbank im Ratsdelft, Emden
- Flösser- und Schiffermuseum Kamp-Bornhofen
- Historisches Museum Bremerhaven
- Internationales Maritimes Museum Hamburg
- Kehdinger Küstenschiffahrts-Museum, Wischhafen
- Kommandeursvilla, Flensburg-Mürwick
- LWL-Museum Schiffshebewerk Henrichenburg, Waltrop
- Maschinenmuseum Kiel-Wik
- Marinemuseum Dänholm, Stralsund
- Museum der Deutschen Binnenschifffahrt, Duisburg
- Museum für Antike Schifffahrt, Mainz
- Rheinmuseum Emmerich
- Rhein-Museum Koblenz
- Robbe & Berking Yachting Heritage Centre, Flensburg
- Schiffbau- und Schifffahrtsmuseum Roßlau (Elbe)
- Schifffahrts- und Schiffbaumuseum Wörth am Main
- Schifffahrtsmuseum (Düsseldorf)
- Schifffahrtsmuseum Flensburg
- Schifffahrtsmuseum im alten Leuchtturm Hollern-Twielenfleth (Lühe/Unterelbe)
- Schifffahrtsmuseum Kiel
- Schifffahrtsmuseum Nordfriesland, Husum
- Schifffahrtsmuseum Nordhorn
- Schiffahrtsmuseum der oldenburgischen Unterweser, Brake und Elsfleth
- Schifffahrtsmuseum Rostock auf Traditionsschiff Typ Frieden, Rostock
- Schiffermuseum Gieselwerder in Wesertal
- Schloss Schönebeck (Bremen)
- Technikmuseum U-Boot Wilhelm Bauer, Bremerhaven
- Windjammer-Museum, Barth
- Windstärke 10 – Wrack- und Fischereimuseum Cuxhaven
- Wikinger Museum Haithabu

## Finnland
- Ålands sjöfartsmuseum, Mariehamn
- Forum Marinum, Turku

## Frankreich
- La Cité de la Mer (2002), Cherbourg, u. a. mit dem größten öffentlich zugänglichen Atom-U-Boot Le Redoutable (1971–1991 im Dienst) sowie dem Bathyscaph Archimède (1961)
- Le Musée de la Pêche, Port-Joinville auf der Île d’Yeu
- Musée Mer Marine, Bordeaux[1]
- Port-musée, Douarnenez[2]
- Musée Nationale de la Marine, Paris[3]
- Musée Nationale de la Marine, Brest[4]
- Musée Maritime de La Rochelle, La Rochelle[5]
- Musée Nationale de la Marine, Toulon[6]
- Musée Nationale de la Marine, Rochefort[7]
- Musée Nationale de la Marine, Port-Louis[8]

## Irland
- National Maritime Museum of Ireland, Dún Laoghaire
- Passage West Maritime Museum, Cork

## Island
- Reykjavik Maritime Museum (isländisch: Sjóminjasafnið í Reykjavík)

## Israel
- Nationales israelisches maritimes Museum, Haifa

## Italien
- Museo del Mare (Neapel), Neapel
- Museo storico navale, Venedig
- Museo Tecnico Navale, La Spezia
- Museo Marinaro Gio Bono Ferrari, Camogli
- Galata Museo del Mare, Genua

## Kanada
- Vancouver Maritime Museum (1959)

## Malta
- Malta Maritime Museum (1992)

## Niederlande
- Batavialand (Werft und Museum), Lelystad
- Flaschenschiffmuseum (Flessenscheepjesmuseum), Enkhuizen
- Het Scheepvaartmuseum, Amsterdam
- Marinemuseum, Den Helder
- Maritiem Museum, Rotterdam
- Nationaal Reddingmuseum Dorus Rijkers, Den Helder
- Schifffahrtsmuseum Groningen
- Binnenmuseum des Zuiderzeemuseum, Enkhuizen

## Norwegen
- Bergens Sjøfartsmuseum, Bergen
- Frammuseum, Oslo
- Hurtigrutemuseum, Stokmarknes
- Kon-Tiki-Museum, Oslo
- Marinemuseet, Horten
- Norsk Maritimt Museum, Oslo

## Österreich
- Schifffahrtsmuseum Grein, Oberösterreich
- Schifffahrtsmuseum Spitz, Niederösterreich[9]
- Schiffleutmuseum, Stadl-Paura in Oberösterreich

## Polen
- Narodowe Muzeum Morskie, Danzig

## Portugal
- Museu de Marinha, Belém (Lissabon)

## Russland
- Zentrales Marinemuseum,  St. Petersburg

## Schweden
- Marinmuseum, Karlskrona
- Maritiman, Göteborg
- Seehistorisches Museum, Stockholm
- Vasa-Museum, Stockholm
- Blekinge Sjöfartsmuseum, Karlshamn
- Sjöfartsmuseum, Kalmar
- Oskarshamns Sjöfartsmuseet, Oskarshamn
- Figeholms Sjöfartsmuseum, Figeholm
- Sjöfartsmuseet, Oxelösund

## Schweiz
- Verkehrsdrehscheibe Schweiz und unser Weg zum Meer, Basel
- Seemuseum (Kreuzlingen), (Bodensee)
- Verkehrshaus der Schweiz, Luzern

## Spanien
- Museu Marítim de Barcelona, Barcelona
- Museo Naval in Madrid, Las Palmas de Gran Canaria, Cartagena, Ferrol und San Fernando (Cadiz)
- Museo Maritimo "Torre del Oro", Sevilla
- Museo Naval, Las Palmas de Tenerife
- Casa de Colón, Las Palmas de Tenerife

## Südafrika
- Bartolomeu Dias Museum Complex, Mossel Bay
- Iziko Maritime Centre, Kapstadt
- Port Natal Maritime Museum, Durban
- Port Shepstone Museum, Port Shepstone
- SAS Somerset Museum, Kapstadt, Victoria & Alfred Waterfront
- Shipwreck Museum, Bredasdorp
- Simon’s Town Museum, Simon’s Town
- South African Navy Museum, Simon’s Town

## Vereinigte Staaten
- Newport Harbor Nautical Museum

## Vereinigtes Königreich
- Brunel's SS Great Britain, Bristol[10]
- Historic Dockyard Chatham, Chatham
- Lifeboat Museum, Harwich
- London Canal Museum
- M Shed, Bristol
- Merseyside Maritime Museum, Liverpool
- Museum of the Broads, Stalham
- National Maritime Museum, Greenwich (London)
- National Maritime Museum Cornwall, Falmouth
- Riverside Museum, Glasgow
- RNLI Henry Blogg Museum, Cromer
- Scapa Flow Museum, Orkney
- The Royal Yacht Britannia, Leith[11]
- Time and Tide Museum, Great Yarmouth
- Titanic Belfast Museum